# Team LPR/2007
Samenstelling Team LPR-wielerploeg in 2007:
| Naam                   | Geboortedatum | Nationaliteit | Ploeg 2006             |
| ---------------------- | ------------- | ------------- | ---------------------- |
| Paolo Bailetti         | 15.07.1980    | Italië        | Androni Giocattoli     |
| Maurizio Bellin        | 20.04.1982    | Italië        | Androni Giocattoli     |
| Roger Beuchat          | 02.01.1972    | Zwitserland   |                        |
| Borut Božič            | 08.08.1980    | Slovenië      | Perutnina Ptuj         |
| Daniele Callegarin     | 21.09.1982    | Italië        | Androni Giocattoli     |
| Luca Celli             | 23.02.1979    | Italië        | Acqua & Sapone         |
| Riccardo Chiarini      | 20.02.1984    | Italië        | Neoprof                |
| Andreas Dietziker      | 15.10.1982    | Zwitserland   |                        |
| Raffaele Ferrara       | 03.10.1976    | Italië        | Androni Giocattoli     |
| José Ignacio Gutiérrez | 01.12.1977    | Spanje        | Phonak Hearing Systems |
| José Enrique Gutiérrez | 18.06.1974    | Spanje        | Phonak Hearing Systems |
| Marco Marcato          | 11.02.1984    | Italië        | Androni Giocattoli     |
| Samuele Marzoli        | 01.03.1984    | Italië        |                        |
| Alessandro Maserati    | 08.09.1979    | Italië        |                        |
| Daniele Nardello       | 02.08.1972    | Italië        | T-Mobile Team          |
| Walter Proch           | 17.02.1984    | Italië        | Neoprof                |
| Nazareno Rossi         | 03.04.1985    | Zwitserland   | Neoprof                |
| Luca Solari            | 02.10.1979    | Italië        | Androni Giocattoli     |
| Alberto Tiberio        | 12.07.1982    | Zwitserland   | Health Net-Maxxis      |
| Roberto Traficante     | 23.09.1984    | Italië        |                        |

## Overwinningen
Ronde van Mendrisio
Andreas Dietziker
GP Pino Cerami
Luca Solari
Ronde van Rijnland-Palts
3e etappe: Luca Celli
5e etappe: Andreas Dietziker
GP Kranj
Borut Božič
Ronde van Wallonië
Eindklassement: Borut Božič
Ronde van Ierland
3e etappe: Borut Božič
5e etappe: Marco Marcato